# Kurt Gerron
Kurt Gerron (11. května 1897 – 15. listopadu 1944) byl slavný německý herec a režisér židovského původu.

## Život
Narodil se jako Kurt Gerson v Berlíně. Zpočátku studoval medicínu, ale nakonec se z něj stal výborný herec. Objevil se v takových filmech jako Modrý anděl (jako partner Marlene Dietrichové) nebo Die Dreigroschenoper (kde vytvořil roli londýnského policejního šéfa Browna).
Gerronovi přišla nabídka z Hollywoodu, ale odmítl ji, zůstal v Evropě. Později opustil Německo a cestoval nejprve do Francie, později do Nizozemí. Když nacistické Německo okupovalo Nizozemí, byl internován ve sběrném táboře Westerbork – poté byl transportován do ghetta Terezín.
V Terezíně založil a vedl kabaret pojmenovaný Karussell. V roce 1944 byl nacisty v Terezíně donucen natočit propagandistický film , který ukazoval domnělý šťastný a plnohodnotný život Židů v Terezíně (za to mu bylo slíbeno, že on a jeho manželka přežijí). Film měl dostat jméno Vůdce daroval Židům město (Der Führer schenkt den Juden eine Stadt), nikdy však nebyl oficiálně uveden a distribuován v západních státech (jak bylo původně zamýšleno) a nacisté jej stihli před koncem války zničit (zachovalo se jen asi 20 minut).
Poté, co splnil svůj úkol, byl Gerron transportován do Osvětimi II-Birkenau, kde byl okamžitě po svém příjezdu spolu se svojí rodinou zavražděn (den poté byl na příkaz Heinricha Himmlera provoz plynových komor zastaven).
O Kurtu Gerronovi byly natočeny dva dokumentární filmy: Vězeň v ráji (Prisoner in Paradise) a Karussell Kurta Gerrona (Kurt Gerrons Karussell).

## Citát
| „              | Komandatura, jak už bylo řečeno, povolila německý kabaret a divadlo...Německý herec Kurt Gerron, jeden ze slavných prvních interpretů Brechtovy Žebrácké opery, nezpíval své songy nikdy na autentičtější scéně, než byla tahle. | “ |
| — Norbert Frýd | |   |